# Escuela Secundaria Erasmus Hall
La Escuela Secundaria Erasmus Hall (en inglés, Erasmus Hall High School) fue un instituto público de cuatro años de duración situado en el 899-925 de la avenida Flatbush, entre las avenidas Church y Snyder, en el barrio de Flatbush del distrito neoyorquino de Brooklyn. Se fundó en 1786 como Erasmus Hall Academy, una institución privada de enseñanza superior que llevaba el nombre del erudito Desiderius Erasmus, conocido como Erasmo de Róterdam, un humanista holandés del Renacimiento y teólogo cristiano católico. Fue la primera escuela secundaria autorizada por los regentes del estado de Nueva York. El edificio de estilo georgiano-federal, construido en un terreno donado por la Iglesia Holandesa Reformada de Flatbush, se entregó al sistema escolar público en 1896.
A principios del siglo XX, Brooklyn experimentó un rápido crecimiento de la población, y la pequeña escuela original se amplió con la adición de varias alas y la compra de varios edificios cercanos. En 1904, el Consejo de Educación inició una nueva campaña de construcción para satisfacer las necesidades de la creciente población estudiantil. El superintendente de Edificios Escolares, el arquitecto C. B. J. Snyder, diseñó una serie de edificios que se irían construyendo a medida que fueran necesarios, alrededor de un cuadrilátero abierto, mientras se seguía utilizando el antiguo edificio en el centro del patio. El edificio original de la Academia, que sigue en pie en el patio de la escuela actual, sirvió a los estudiantes de Erasmus Hall en tres siglos diferentes. El edificio, que ahora ha sido designado monumento histórico de la ciudad de Nueva York y está inscrito en el Registro Nacional de Lugares Históricos, es un museo que exhibe la historia de la escuela.

## Historia

### Academia Erasmus Hall
La Academia Erasmus Hall fue fundada como escuela privada por el reverendo John H. Livingston y el senador John Vanderbilt en 1786 y se convirtió en la primera escuela secundaria autorizada por la Junta de Regentes del Estado de Nueva York. La Iglesia Reformada Holandesa de Flatbush donó el terreno para el edificio y se recogieron contribuciones para "una institución de enseñanza superior" de ciudadanos destacados como Aaron Burr, Alexander Hamilton, Peter Lefferts y Robert Livingston.

La Academia Erasmus Hall empezó a aceptar alumnas en 1801, y en 1803 incorporó la escuela del pueblo de Flatbush. El pueblo evolucionó hasta convertirse en una ciudad, y puso en marcha un sistema escolar público que competía con Erasmus por su alumnado. Como resultado, se produjo un descenso constante de su matrícula hasta que en 1896 ésta se redujo a 150 niños y niñas, frente a los 105 niños que estaban inscritos en la escuela en 1795. El Patronato decidió donar la Academia al sistema escolar público con la siguiente resolución del Patronato:
Que el Consejo de Administración ofrece los terrenos de la Academia al Consejo de Educación de la ciudad de Brooklyn bajo las siguientes condiciones, a saber en consideración a la donación del terreno, la Junta de Educación deberá construir y mantener en dicho terreno un edificio de escuela secundaria del mismo carácter y grado que otros edificios de escuela secundaria en la ciudad de Brooklyn.

### Escuela Secundaria Erasmus Hall

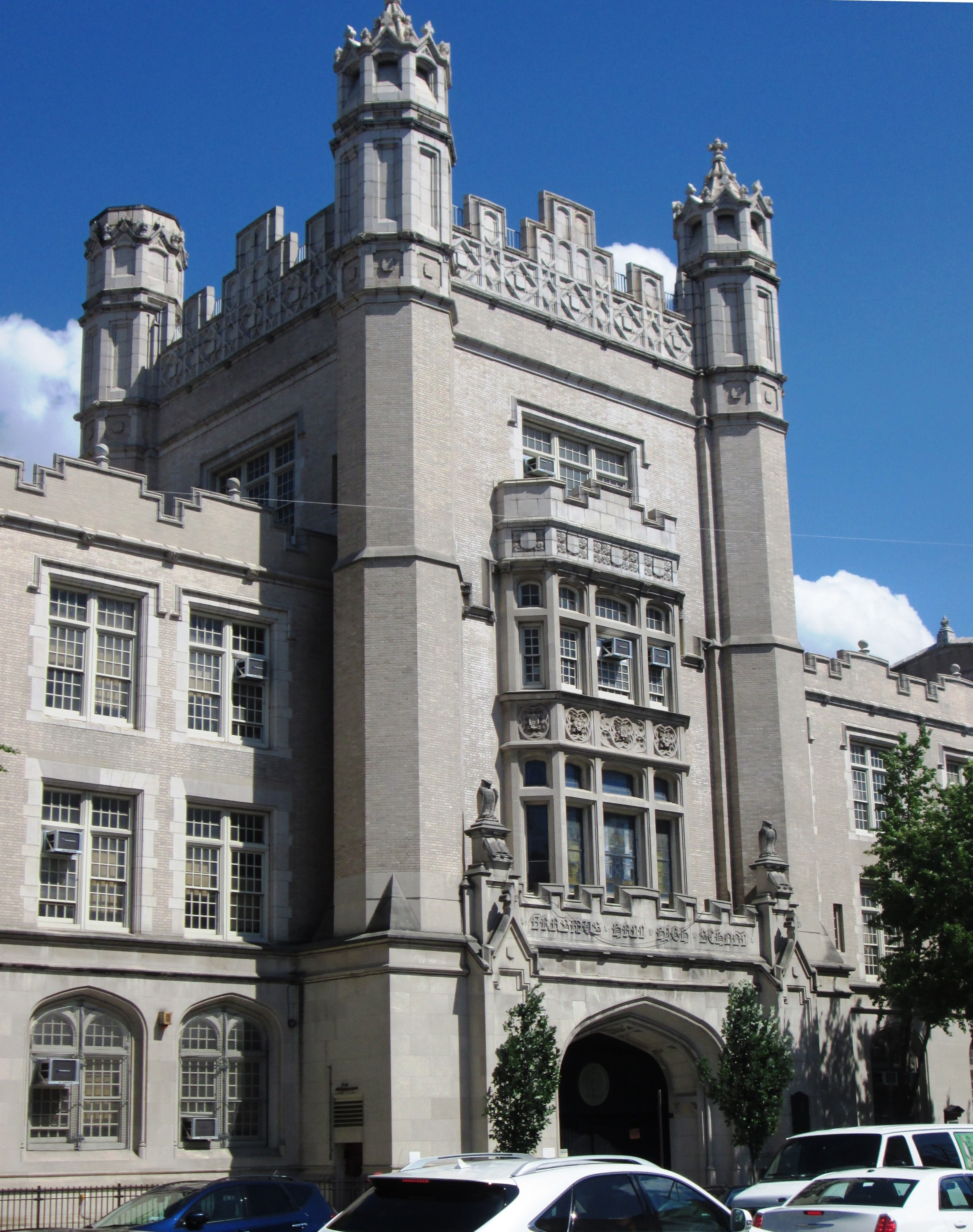
El edificio principal

Tras el acuerdo con el Consejo de Administración de Erasmus Hall, el Consejo de Educación de la ciudad de Brooklyn solicitó propuestas para el diseño de un nuevo edificio escolar. Veinte arquitectos respondieron con planos, varios de los cuales se publicaron en revistas de arquitectura contemporáneas.
Pronto quedó claro que ninguno de estos planes podría levantarse por menos de un millón de dólares, y como se consideró demasiado caro, el proyecto se abandonó. Sin embargo, el Consejo de Educación de Brooklyn aprobó "adiciones temporales" a la escuela para dar cabida a la creciente población y compró propiedades adicionales para tener más espacio para construir una nueva escuela.
Con la consolidación de la ciudad de Nueva York en 1898, las necesidades tan variadas de las escuelas de todos los distritos pasaron a ser competencia del consejo escolar de la ciudad. Este consejo tuvo que hacer frente a un número considerable de distritos escolares administrados de forma independiente, cada uno con sus propios planes de estudio, divisiones de grado, políticas educativas y normas, y soldarlos todos en un sistema educativo único y uniforme. Al mismo tiempo, la ciudad de Nueva York estaba experimentando una enorme afluencia de inmigrantes (aumentando los registros escolares entre 1900 y 1904 en 132 000 alumnos), y se esperaba que las escuelas ayudaran a americanizar a estos nuevos estudiantes. Se necesitaban nuevas escuelas secundarias en todos los distritos y el Consejo de Educación autorizó la construcción de grandes edificios nuevos para la Morris High School en el Bronx, la DeWitt Clinton High School en el Bronx, la Curtis High School en Staten Island, la Flushing High School en Queens y la Erasmus Hall High School en Brooklyn.
Sin embargo, en el ínterin, antes de que se pudiera construir un nuevo edificio para Erasmus Hall, el Consejo de Educación compró más terrenos a lo largo de la avenida Bedford, cerca del edificio existente, y estableció aulas en los edificios de expansión que ya estaban en el terreno. También utilizaron aulas de otras escuelas, como la P.S. 977, y dieron clases de media jornada.

#### Fase uno
Snyder explicó sus planes para la primera fase de la siguiente manera:

... Un cuidadoso estudio del asunto me convenció de que, después de todo, era bueno para el futuro de la escuela que no se alterara el actual, pues ahí estaba la sugerencia de un diseño único en las escuelas secundarias del país... Un cuadrilátero rodeado de edificios dedicados a varios departamentos del trabajo escolar.
Los edificios, por lo tanto, han sido diseñados como una pantalla a través del extremo del cuadrilátero, cerrando el ruido y la confusión del tráfico de la Avenida Flatbush, la única entrada es a través del gran arco bajo la torre, que se coloca en el eje de la dimensión más larga de la parcela.
Este lugar, tal y como está diseñado, se llamaría capilla si formara parte de un colegio, pero si no podemos aspirar a ello, he pensado que podría conocerse como "el Salón". Como tal, el esfuerzo ha sido diseñar una sala armoniosa e impresionante, en un estilo impregnado de historia y romanticismo; un lugar que, de entre todos los demás, se destacará claramente en la memoria cariñosa del estudiante en años posteriores para su alma mater. En sus paredes, columnas y arcos deben figurar los trofeos ganados en las competiciones deportivas y escolares, que se conservarán y transmitirán como parte de la gloriosa historia de la escuela.
No se han hecho diseños para esta elevación (Avenida Bedford), pero el objetivo ha sido tener una torre central en el mismo eje que la de la Avenida Flatbush, a través del arco en la base de la cual se ofrecerá una vista del "quad" con su zona verde, árboles, arbustos y vides. Por supuesto, es imposible saber cuál será el diseño final de los distintos edificios que formarán parte del grupo, pero al diseñar y planificar la parte que ahora se está terminando, siempre he querido que el conjunto sea una ilustración gráfica de las distintas fases del llamado movimiento gótico, desde el arco redondo hasta el flamígero, pasando por su última etapa de transición.

La primera piedra del nuevo edificio se colocó en enero de 1905 y las obras se iniciaron de inmediato, con lo que se consiguieron asientos para 600 alumnos más. El contrato de construcción debía durar inicialmente hasta octubre de 1905, pero las revisiones exigidas por el consejo escolar para los laboratorios y las aulas obligaron a cambiar los planes eléctricos y sanitarios y retrasaron las obras. El edificio se abrió a los estudiantes en septiembre de 1906.
En 1906, el comité compró un terreno de 57' 10" X 138' 9" X 359' 3" X 7' 3" X 493' 6" "contiguo a la Erasmus Hall High School... para permitir llevar a cabo el plan de un edificio que domine un cuadrilátero, y que se construirá tan pronto como la escuela necesite alojamientos adicionales".

#### Fase dos
En su informe anual, el Superintendente de Escuelas declaró que,
El mayor crecimiento de las escuelas secundarias se encuentra en Brooklyn. Este crecimiento se debe no solo al aumento natural del número de alumnos procedentes de las escuelas primarias de Brooklyn, sino también al número de alumnos procedentes de las escuelas primarias de Manhattan... La consecuencia es que todas las escuelas secundarias de Brooklyn están abarrotadas.
Los ciudadanos preocupados de la zona escribieron al Consejo de Educación haciendo hincapié en:
... el hecho de que el nuevo edificio contiene solo doce aulas, con capacidad para solo 420 alumnos, mientras que hay cincuenta y dos clases, que comprenden 1591 alumnos, que ocupan las aulas en el antiguo edificio de la escuela de marco y las casas de campo, todos los cuales son totalmente inadecuados para su uso.
El informe anual del superintendente para 1910 informaba de que había 3114 alumnos matriculados en el instituto Erasmus Hall y que se alojaban en cuatro edificios anexos diferentes, además del principal.
En 1909, el Consejo de Educación aprobó los planes de Snyder para la siguiente sección de la escuela. Este grupo de tres edificios, incluyendo uno al norte de la torre que da a la avenida Flatbush, y dos que se extienden hacia el este a lo largo del lado norte del terreno, comprendía 31 aulas, laboratorios, sala de estudio, música, dibujo, física, aulas y talleres. Cuando esta adición de Church Avenue se inauguró en septiembre de 1911, había espacio para 1451 alumnos más en la escuela principal.

#### Fase tres
El crecimiento de la población escolar continuó presentando desafíos a la junta escolar. En su informe del 21 de mayo de 1924 sobre la construcción y el mantenimiento, el superintendente de las escuelas habló del "estupendo programa de construcción que está llevando a cabo el Consejo de Educación..." La razón de esta situación se atribuyó a un retraso en la construcción durante varios años, así como a un aumento de la población de escuelas secundarias en la ciudad de Nueva York, que pasó de 20.948 estudiantes en 1904 a 109 370 en 1924. Estas grandes cifras se atribuyeron a muchos factores, como la aprobación y aplicación de una ley de educación obligatoria y la apreciación por parte de más padres de las ventajas de la educación superior para sus hijos. En abril de 1924, el Consejo de Educación aprobó la ampliación de la Avenida Bedford para la Escuela Secundaria Erasmus Hall. Snyder había dejado su puesto en el Consejo de Educación poco antes de la construcción de esta sección, pero un dibujo de elevación en la colección de la Comisión de Arte, por C. B. J. Snyder muestra el edificio esencialmente como se construyó. William Gompert fue nombrado en su lugar y supervisó la construcción. Aunque es algo más sencillo que sus edificios anteriores, el edificio Bedford tiene una torre central con un pasillo arqueado hacia el patio, en eje con la torre de la avenida Flatbush. El edificio contenía muchas aulas nuevas, gimnasia y una gran piscina a lo largo del patio y se inauguró el 2 de febrero de 1902.

#### Fase cuatro
En 1929 se iniciaron las gestiones para la construcción de la última sección, el edificio situado en el lado sur del solar que conectaba el edificio de la avenida Bedford con el auditorio cercano a la avenida Flatbush. No se asignó dinero para ello hasta 1937, y finalmente se construyó entre 1939 y 1940. Bajo la supervisión del entonces arquitecto jefe del sistema escolar, Eric Kebbon, el edificio de cinco plantas era una versión aún más simplificada de la obra anterior de Snyder. Contaba con muchas aulas, salas de arte y de trabajo doméstico, un gimnasio para niñas y una gran biblioteca, y podía acoger a 1566 alumnos más. La nueva sección se inauguró en septiembre de 1940. Para construir este edificio, hubo que trasladar la escuela original y demoler sus alas. Las obras en la antigua estructura fueron iniciadas por la Works Progress Administration, pero se interrumpieron debido al estallido de la Segunda Guerra Mundial. Después de la guerra, se completó el traslado y la restauración del antiguo edificio y se utilizó para oficinas administrativas.
En 1987, para celebrar el bicentenario de la escuela, se realizaron excavaciones arqueológicas limitadas bajo los auspicios del Brooklyn College. Los arqueólogos descubrieron que siguen existiendo depósitos intactos de los siglos XVIII y XIX relacionados con el desarrollo de la escuela.